# Piotr Pogon
Piotr Pogon (ur. 18 lipca 1967 w Krakowie) – polski fundraiser, animator sportowy i charytatywny na rzecz osób niepełnosprawnych, prelegent motywacyjny, maratończyk – biegacz charytatywny, triathlonista,  konsultant społecznej odpowiedzialności biznesu (CSR).

## Edukacja
Absolwent Uniwersytetu Pedagogicznego im. Komisji Edukacji Narodowej w Krakowie, kierunek pedagogika, podyplomowych studiów Public Relations w Wyższej Szkole Europejskiej im. ks. Józefa Tischnera oraz ekonomii społecznej w Małopolskiej Szkole Administracji Publicznej Akademii Ekonomicznej w Krakowie.

## Sport
Od wielu lat walczący z chorobą nowotworową (m.in. guz gardła, resekcja płuca, postępujący niedosłuch) Piotr Pogon
w sierpniu 2012 roku – jako pierwszy człowiek bez płuca – ukończył zawody triathlonowe na dystansie Ironman Triathlon w Kalmarze. W 2014 powtórzył ten wyczyn w zawodach Ironman Triathlon Zurych.
Koordynator i uczestnik wypraw z udziałem osób niepełnosprawnych. Zdobył m.in. szczyty z tzw. Korony Ziemi: Kilimandżaro (dwukrotnie – 2008 i 2011), Elbrus(2009) i Mount Kenya, Aconcaqua (2011), Denali (2018).
Uczestnik Lewa Marathon, New York City Marathon, Tokyo Marathon, Maratonu Berlińskiego, Marine Corps Marathon, oraz wielu innych maratonów krajowych i biegów górskich, m.in. 80 km bieszczadzkiego „Biegu Rzeźnika”, Kilimanjaro Half Marathon w Tanzanii.
Alpejczyk, srebrny medalista akademickich Mistrzostw Polski w slalomie gigancie w latach 1989–1991. W roku 2009 wykonał zjazd skiturowy z wysokości 5300 m n.p.m. ze zbocza Elbrusa.

## Działalność społeczna
W latach 1994–1995 współtworzył pierwszą w Polsce spółdzielnię mieszkaniową dla osób niepełnosprawnych „Wenus” w Krakowie.
W latach 2004–2008 Kierownik zespołu: Fundraising & PR w Fundacji Anny Dymnej „Mimo Wszystko” w Krakowie. Pierwszy Dyrektor i Wiceprezes Fundacji Jaśka Meli.
Do czerwca 2014 r. Wiceprezes Fundacji „Śmigła Życia” z siedzibą w Wieliczce. Fundator Fundacji Piotra Pogona „Drabina”. Pomysłodawca i koordynator ogólnopolskiej akcji stypendialnej dla dzieci żołnierzy polskich poległych w Iraku i Afganistanie realizowanej od czerwca 2014 przez Fundację Dorastaj z Nami, objętej patronatem honorowym Prezydenta RP – Bronisława Komorowskiego.

## Nagrody
Zdobywca nagrody National Geographic „Traveler” w kategorii Wyczyn Roku 2011 za zdobycie wraz z niewidomym Łukaszem Żelechowskim najwyższego szczytu Ameryki Południowej Aconcagua (6962 m n.p.m.). Honorowy ambasador i uczestnik I etapu wyprawy rowerowej Rak'n'Rolling 5000 km na zwrotnik Raka, nagrodzonej w plebiscycie National Geographic „Traveler” w kategorii: Społeczna Inicjatywa Roku 2012. Nominowany do nagrody Laury Magellana w kategorii „Magellan Roku 2014”, jak również w plebiscycie Gazety Krakowskiej na Osobowość Roku 2016 w kategorii :"Działalność społeczna i charytatywna Bez Barier”.
W marcu 2019 r. został laureatem XII edycji konkursu Kraków bez barier - 2018 w kategorii „osobowość roku”.
W grudniu 2024 r., podczas gali konkursu „Człowiek Bez Barier”, otrzymał tytuł „Człowieka Bez Barier 2024”. Tego samego miesiąca został laureatem Nagrody Amicus Hominum w kategorii Ambasador Zdrowia.Laureat nagrody NSZZ Solidarność Małopolska " Solidarni w Sporcie 2024" 